# 文森特·范奎肯伯恩
文森特·保罗·马里·范奎肯伯恩（荷蘭語：Vincent Paul Marie Van Quickenborne，1973年8月1日—）是比利时开放弗拉芒自由民主党政治家，曾擔任過參議員，並在比利時政府擔任多個內閣職務，還曾擔任過科特赖克市长，2020年時担任比利時首相亞歷山大·德克羅內閣的司法大臣。